# Kırıkkale (district)
Kırıkkale is een Turks district in de provincie Kırıkkale en telt 204.083 inwoners (2007). Het district heeft een oppervlakte van 318,1 km². Hoofdplaats is Kırıkkale.
De bevolkingsontwikkeling van het district is weergegeven in onderstaande tabel.
| 1997    | 2000    | 2007    |
| ------- | ------- | ------- |
| 226.516 | 225.005 | 204.083 |